# Schloss Königstein

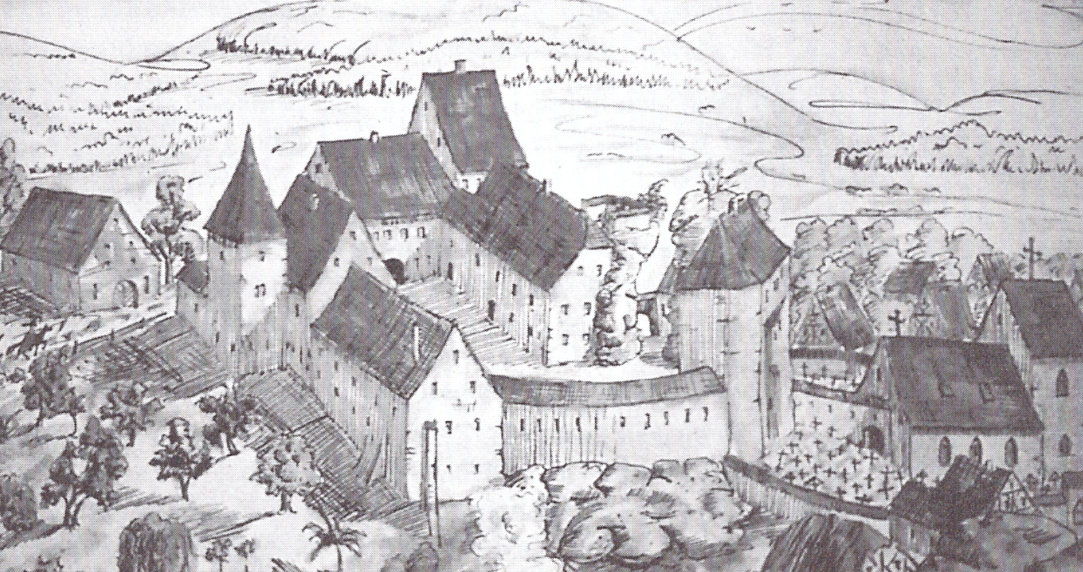
Schloss Königstein im 16. Jahrhundert

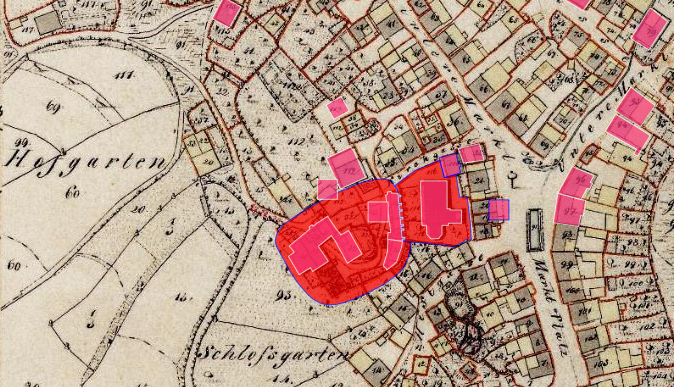
Lageplan von Schloss Königstein auf dem Urkataster von Bayern

Das Schloss Königstein ist ein ehemaliges Schloss in dem oberpfälzischen Markt Königstein im Landkreis Amberg-Sulzbach von Bayern. Es befindet sich westlich oberhalb der evangelischen Kirche St. Georg. Es ist unter der Aktennummer D-3-71-135-12 als Baudenkmal verzeichnet. „Archäologische Befunde im Bereich des ehem. Schlosses von Königstein, zuvor mittelalterliche Burg“ werden zudem als Bodendenkmal unter der Aktennummer D-3-6335-0047 geführt.

## Geschichte
Um 1130 wird ein Gebhard de Chungestein erwähnt, der als Sulzbacher Ministeriale angesehen wird. Ein Ulricus de Chungenstein wird 1170 als Zeuge für das Kloster Kastl unter den Sulzbacher Ministerialen aufgeführt. Nach dem Aussterben der Grafen von Sulzbach sind die Königsteiner 1188 mit den Bamberger Lehen unter Kaiser Friedrich I. an die Staufer übergegangen. Diesem Königsteiner Geschlecht ist auch ein Ulricus dapifer regis zuzurechnen, der 1205 am Hoftag von König Philipp zu Nürnberg anwesend ist. Dieser Ulricus oder sein Sohn Ulricus II. gilt als Stifter von Kloster Engelthal. Das Erbe der Königsteiner geht auf dem Heiratsweg an Walter Schenk von Klingenberg-Reicheneck. Die Tochter des Schenken Walter von Reicheneck verheiratete sich mit Hermann dem Jüngeren von Breitenstein. Das Reichslehen Breitenstein war bis zur Mitte des 14. Jahrhunderts eine unabhängige Herrschaft, 1356 unterwerfen sich die Breitensteiner dem Kaiser Karl IV. Dem Böhmenkönig wird die Veste Breitenstein zum offenen Haus erklärt und 1373 fällt die Hälfte von Breitenstein, zu dem auch die Besitzungen von Königstein gehörten, von Karl IV. an die Wittelsbacher. Seit dieser Zeit  bestehen Zwistigkeiten über die landesherrliche Zugehörigkeit von Breitenstein und Königstein, wobei die Breitensteiner darauf bestehen, dass Breitenstein und Königstein ein kaiserliches Lehen seien, andererseits sind beide Besitzungen in den Sulzbacher Landtafeln als Landsassengüter verzeichnet. 1571 entscheidet Kaiser Maximilian II. zugunsten des Landesfürsten, nur das Blutgericht wird vom Reich stammend anerkannt. Schließlich einigen sich Ulrich, Hans und Balthasar von Breitenstein 1574 mit dem Pfalzgraf Philipp Ludwig dahingehend, dass sie mit den beiden Gütern Landsassen von Neuburg-Sulzbach sind. Wegen steigender Schulden wird Königstein 1623 an Pfalzgraf August von Sulzbach verkauft. 1627 erwirbt er auch die weiteren Bestandteile der Breitensteiner Herrschaft (Halsgericht, Wildbann, Veste Breitenstein), darüber erhält er 1630 von Kaiser Ferdinand II. einen Lehenbrief. Beim Tod des letzten  Breitensteiners 1666 fallen auch deren restliche Güter an das Herzogtum Sulzbach.
Die Burg muss eine sehr wehrhafte Anlage gewesen sein, denn 1504 wurde sie im Landshuter Erbfolgekrieg ohne Erfolg von den Truppen des Nürnberger Feldhauptmann Endres Tucher belagert. Ab 1756 galt das Schloss als unbewohnbar und 1787 wurden Teile davon an Privatleute veräußert. Ein Brand von 1800 hat das Schloss großteils zerstört. Auch der Südwestflügel brannte 1895 ab und wurde in einfacher Form wieder aufgebaut. Heute werden die Gebäude zu Wohnzwecken genutzt.

## Baulichkeit

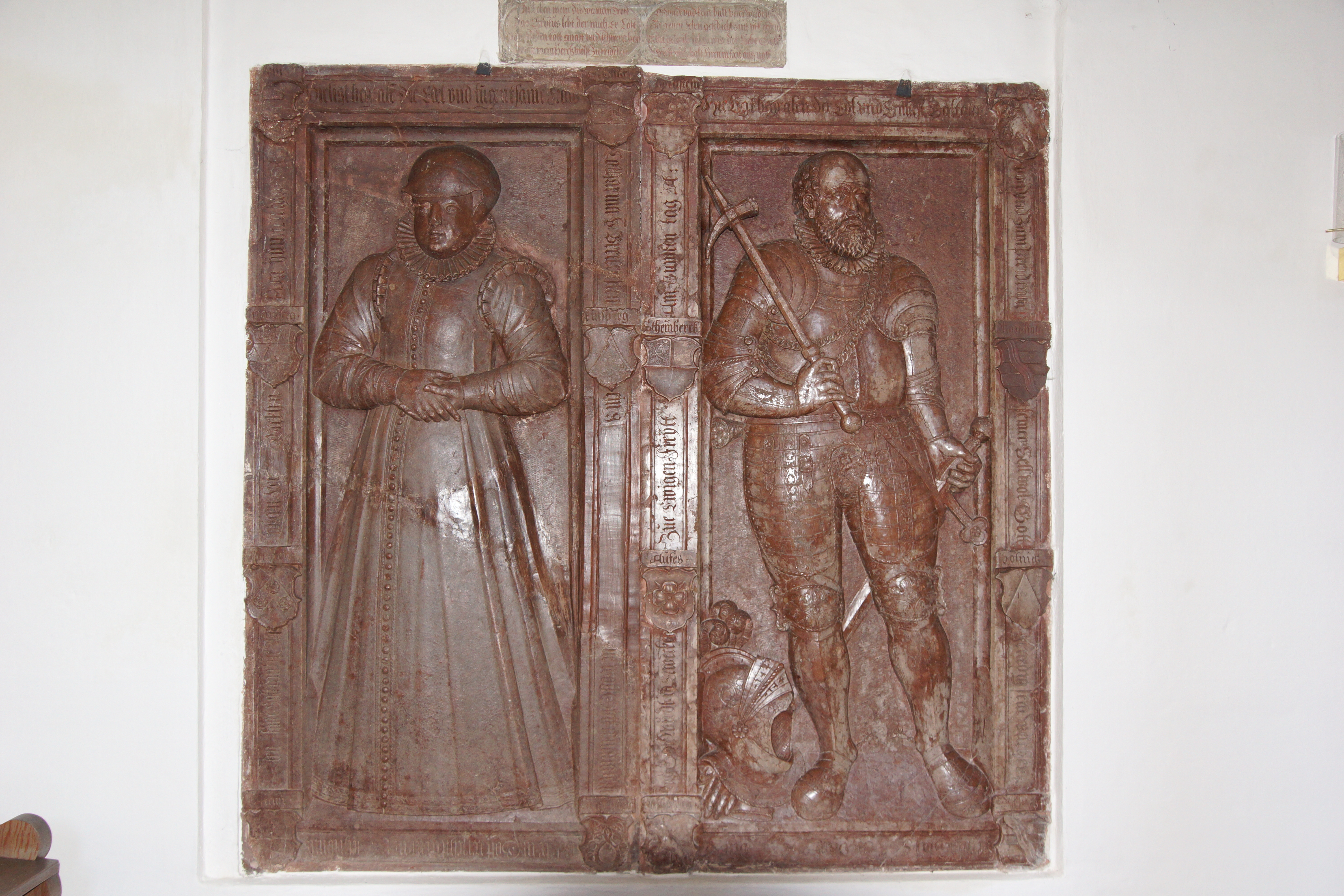
Epitaph der Breitensteiner in der evangelischen Pfarrkirche St. Georg

Die innere Burg war hufeisenförmig um einen rechteckigen Innenhof angelegt. Der Flügel über der oberen Einfahrt und das Hochhaus bildeten einst den Palas der Burg. Der Nordostflügel wurde im spätgotischen Stil im 15. Jahrhundert errichtet. Der Südwestflügel mit dem Turm enthielt eine Ritterstube, das „Zigeunergewölb“, und das Schreibstüberl; der Turm beisitzt heute keinen Helm mehr, sondern nur ein flaches Walmdach, hier war einst der Backofen der Schlossbäckers. Eine Zwingmauer schließt sich an den Turm an. Im Keller des Südwestflügels sind die Schießscharten zur Verteidigung noch vorhanden; diese waren notwendig, da hier keine Schutzmauer vorgelagert war. Darüber lag die Mulz oder Malztenne. Zwischen der Mulz und dem Rundell befindet sich eine Wehrmauer. Das Halbrundell auf dem zweiten Schlossfelsen stammt aus spätgotischer Zeit. Auf dem westlichen Felsen erhob sich früher ein Turm, von dem ein Steg zur Herrschaftsempore der früheren Burgkirche und heutigen Pfarrkirche St. Georg führte. Auffallend ist an der evangelischen Sankt-Georgs-Kirche der wuchtige Turm aus dem 15. Jahrhundert, dessen Fundamente von der mittelalterlichen Burgkapelle stammen. Zwischen den beiden 12 m hohen Felsen führt eine Kluft zum unteren gewölbten Tor. Im Oktober 2009 wurden der zum Schloss führende Weg gepflastert und die in der Tiefe des Weges verlaufenden Versorgungsleitungen saniert. Gefundene historische Befunde wurden wieder zugeschüttet.